# Pamphagus marmoratus
Pamphagus marmoratus Burmeister, 1838, è un insetto ortottero celifero della famiglia Pamphagidae, in passato considerato endemico della Sicilia ma in realtà diffuso anche in alcune aree di Tunisia e Algeria.

## Descrizione

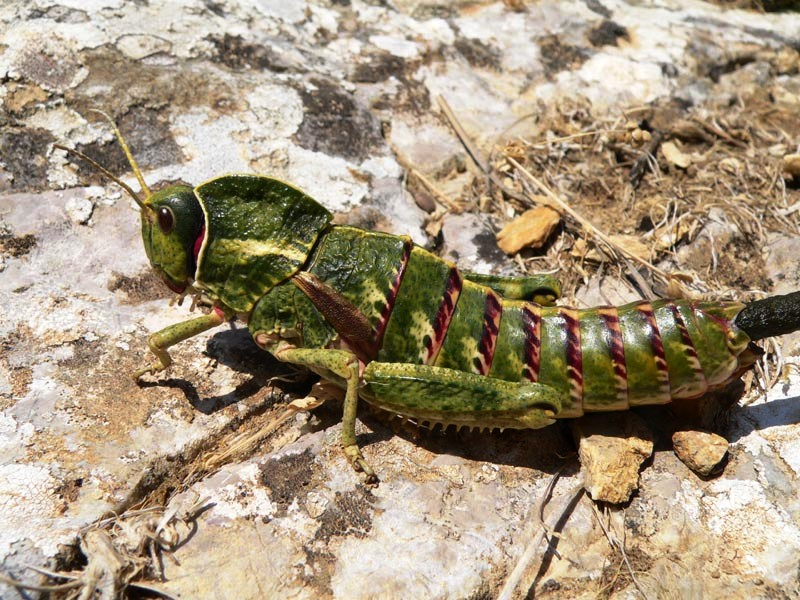

Si tratta di grossi ortotteri dalla conformazione tozza, caratterizzati da rilevanti sculture dell'esoscheletro, che raggiungono da adulti dimensioni fra i 5-6 cm per i maschi e 6-8 cm e oltre per le femmine. Il dimorfismo sessuale si osserva oltre che nelle dimensioni anche nel cromatismo della livrea: verde con striature violacee nella femmina, giallo-verdastro nel maschio.
Come in altre specie dei Pamphagidae le ali sono quasi del tutto atrofizzate, ridotte a due moncherini.

## Distribuzione e habitat
Un tempo considerato un endemismo siciliano, la sua presenza è stata segnalata anche in Algeria e Tunisia.
Il suo habitat naturale è costituito dagli ambienti di gariga.

## Biologia

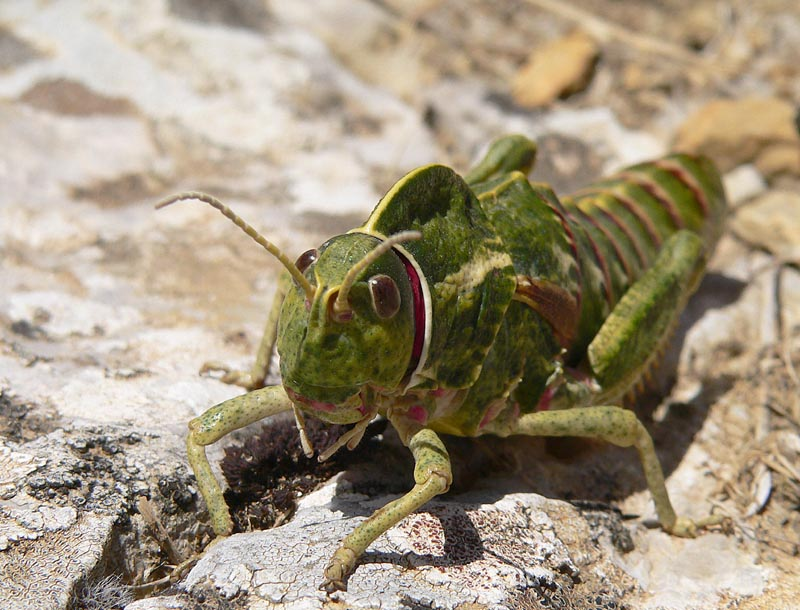

Si tratta di insetti che, pur avendo un regime dietetico fitofago, non rappresentano un problema per l'agricoltura.

La taglia considerevole e la mancanza di ali li rendono animali goffi e lenti, che spiccano il salto con evidente difficoltà. Per questo motivo sono facile preda da parte degli uccelli rapaci o di altri predatori.

## Sottospecie
- P. marmoratus brevicornis (Costa Lima, 1864)
- P. marmoratus marmoratus Burmeister, 1838